# West 65
West 65 је стамбено-пословни комплекс у изградњи на Новом Београду и налази се у улици Омладинских бригада, у Блоку 65. Комплекс улази у другу фазу изградње, која обухвата изградњу малопродајног центра и пословно-стамбене куле.
Компанија „ПСП Фарман Холдинг” започела је 2011. године изградњу стамбено-пословног комплекса од 160.000 m2, који ће чинити и највиша грађевина у Београду. Комплекс под називом „West 65” ће се простирати на 3 ha. У претходном периоду у целости је завршен стамбени део са 514 станова у 11 стамбених зграда.
Према пројектима, комплекс чини стамбено-пословни део Avenue 65, тржни центар Mall 65 и резиденцијална кула Tower 65. Зграде су повезане пешачким улицама, тргом са фонтаном, парком. Испод целе површине комплекса су гараже на два спрата.

## Кула
Завршетак изградње куле се предвиђа за 2021. годину, када ће она постати највиша зграда у Београду и региону са 155 m и 40 спратова. Испод станова предвиђа се спа центар са пратећим садржајима. Аутор пројекта је Fletcher Priest из Лондона са тимом архитеката ПСП Фармана.

## Тржни центар
У оквиру комплекса је и модеран тржни центар на два спрата, са супермаркетом, ресторанима и баштом на крову, као и гаражом са 250 паркинг места. Укупна површина је 15.300 m2, са 48 пословних простора. Тржни центар је свечано отворен у децембру 2021. године.

## Авенија
Авенију чине трг и фонтана, као место окупљања и културних дешавања, као и ресторани, кафеима, играоница, музичка и балетска школа и др. Садржи 72 пословна простора на 5.528 m2.

## Галерија
- Комплекс West 65, Нови Београд, октобар 2020
- Кула West 65, Нови Београд, октобар 2020
- Кула West 65, Нови Београд, октобар 2020